# Gustavo Fuertes
Gustavo Adolfo Fuertes Talavera (Madrid; 14 de noviembre de 1959) es un guionista y director de cine español.
Entre sus principales obras destacan el cortometraje El Juicio Final (1992) ganador de una Placa de Plata en el Festival Internacional de Cine de Chicago (The Chicago International Film Festival).

## Biografía
En 1982, Fuertes finaliza sus estudios licenciándose en Comunicación Audiovisual en la Facultad de Ciencias de la Información (Universidad Complutense de Madrid). Al tiempo que se diploma en el Centro de Estudios de la Imagen. 
En 1984 consigue un diploma de la Academia de las Artes y las Ciencias Cinematográficas de Hollywood por su corto de animación presentado en los Juegos Olímpicos de Los Ángeles 1984, The Spirit of Olympus. 
En 1991, crea su productora Legendland Films al tiempo que su filial, Alto Contraste, una empresa de efectos especiales, títulos y animación, dedicada principalmente a cortometrajes. En ese mismo año consigue una Placa de Plata en The International Chicago Film Festival por su cortometraje El juicio final (1992).
En 1996, colabora directamente con Juan Carlos Fresnadillo para la realización de su corto multipremiado, Esposados, ganador de más de 40 premios nacionales e internacionales, y nominado a los Premios Óscar de la Academia de las Artes y las Ciencias Cinematográficas de Hollywood.
En 2000, vuelve a colaborar con Juan Carlos Fresnadillo para supervisar su guion del largometraje Intacto.
Gustavo Fuertes ha trabajado como realizador en el CEMAV para la Universidad Nacional de Educación a Distancia (UNED). También ha sido profesor de Guion y Narrativa Audiovisual en la Universidad Europea de Madrid, así como en el CEV y en la Factoría del Guion, con clases de Guion, Dirección, Dirección de Fotografía, Cámara, etc. Ha trabajado a lo largo de 30 años en todo tipo de trabajos para el cine.
También trabaja como Community Manager (Responsable de comunidad de internet), y Data Manager para diferentes empresas y organismos. 
Gustavo Fuertes vive actualmente en Madrid desarrollando sus proyectos, y ayudando a jóvenes cineastas a desarrollar sus propios proyectos.

## Filmografía
- Ngutu (2012) [Gracias]
- El collar de trece cuentas (2012) [Director, Guionista, Director de Fotografía]
- Hermanos de Sangre (2012) [Director de Fotografía]
- Salvador Dalí (2011) [Director de Fotografía]
- Mis novias (2008) [Director] Spot viral para Edreams.
- El viaje de Sergio (2008) [Director de Fotografía no acreditado][Artista de Maquillaje][Actor]
- Paredes de Arena (2008) [Director de Fotografía]
- Lenny the Wonder Dog (2004) [Artista Digital]
- Intacto (2001) [Supervisor de Guion, Guionista no acreditado][Gracias]
- Me da igual (2000) [Guionista]
- El equipaje abierto (1999) [Títulos] (como Alto Contraste)
- La isla del infierno (1998) [Títulos de Cabecera y Créditos]
- En medio de ninguna parte (1997) [Títulos] (como Alto Contraste)
- El sabor de la comida de lata (1997) [Animación]
- Trailer (1997) [Diseñador de Títulos] (como Alto Contraste)
- Esposados (1996) [Diseñador de Títulos] [Efectos Especiales:cabeza artificial]
- Chicles (1996) [Efectos Visuales][Diseñador de Títulos]
- Pipas (1994) [Diseñador de Títulos]
- Los mandos no responden (1993) [Efectos de Animación]
- El juicio final (1992) (1992) [Guionista] [Animatronics] [Montador] [Productor] [Director]
- Por los viejos tiempos (1990) [Director de Fotografía: segunda unidad]
- Periódica pura (1984) [Director de Fotografía]
- The Spirit of Olympus (1984) [Director de Fotografía] [Guionista] [Operador] [Montador] (Animación) [Productor]
- Power Game (1983) [Ayudante de Sonido]
- La Muñeca (1983) [Director de Fotografía]
- Los ganadores del mañana (1981) [Ayudante de Sonido]
- Nostalgia de comedia muda (1981) [Ayudante de Cámara]
- Detrás de cada día (1980) [Ayudante de Sonido]
- Todos me llaman Gato (1980) [Actor .... Policía] (No acreditado) [Ayudante de Dirección] [Especialista] (No acreditado)
- Estímulos sonoros (1979) [Director de Fotografía]
- Los ojos vendados (1978) [Actor .... Figurante] (No acreditado)